# لی کیونگ-کن
لی کیونگ-کن (انگلیسی: Lee Kyung-keun؛ زادهٔ ۷ نوامبر ۱۹۶۲) جودوکار اهل کره جنوبی است.